# Michael Sontheimer

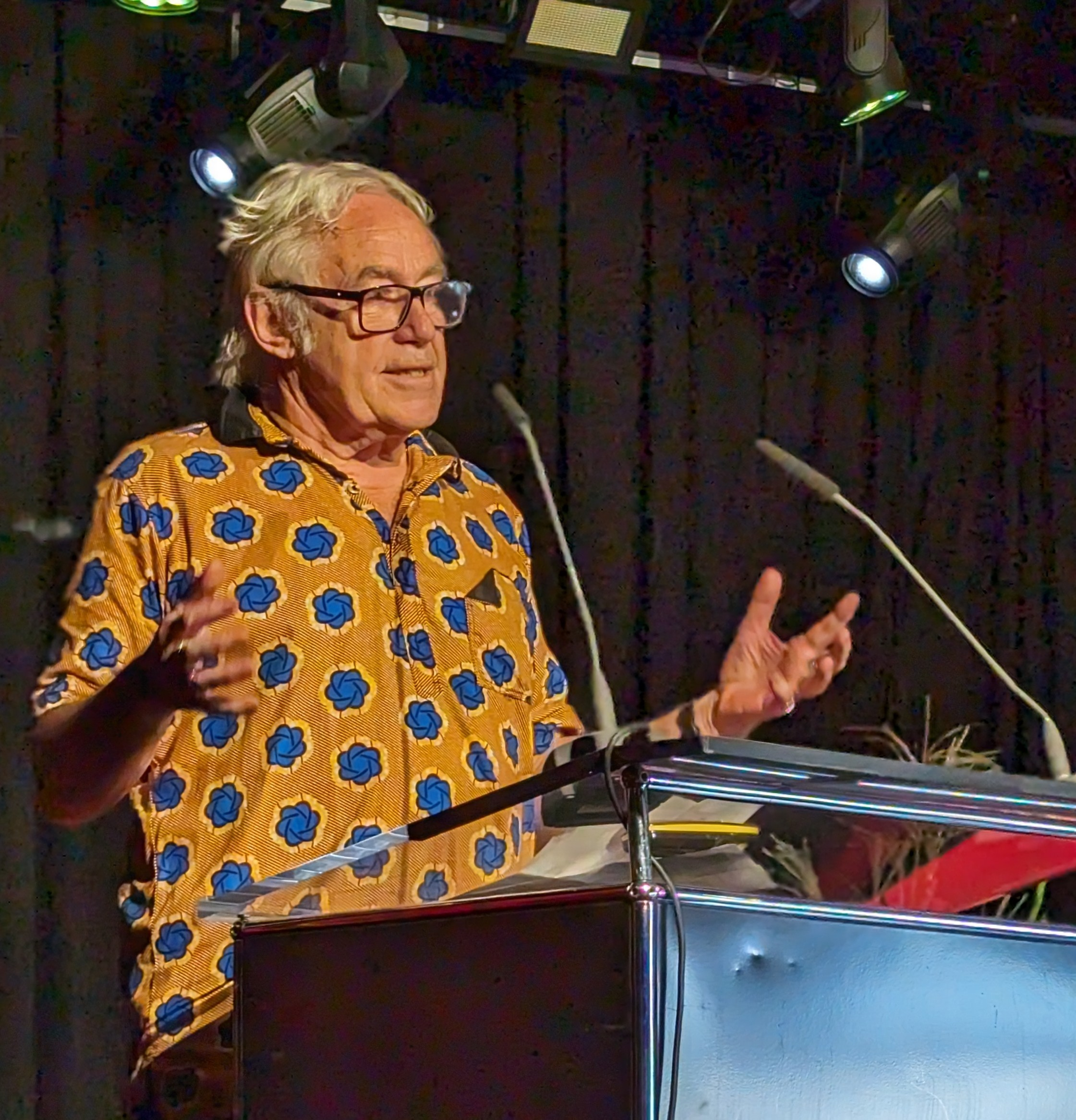
Michael Sontheimer (2023)

Michael Sontheimer (* 17. Februar 1955 in Freiburg im Breisgau) ist ein deutscher Journalist und Historiker.

## Leben
Sontheimer wurde als Sohn des Politikwissenschaftlers Kurt Sontheimer in Freiburg geboren. Er besuchte das Gymnasium zum Grauen Kloster in Berlin und das Theresien-Gymnasium in München. Nach dem Studium der Geschichte, Politologie und Publizistik an der Freien Universität Berlin gründete er 1979 gemeinsam mit anderen die alternative tageszeitung. 
1984 wurde er Redakteur, später Autor bei der Zeit, von 1992 bis 1994 Chefredakteur der tageszeitung und danach Redakteur, Korrespondent und Autor beim Spiegel. Seit 2007 ist Sontheimer Mitglied des Kuratoriums der taz Panterstiftung und Mitgründer des PEN Berlin.

## Bücher
- mit Peter Wensierski: Berlin – Stadt der Revolte. Ch. Links Verlag, Berlin 2018, ISBN 978-3-86153-988-9.
- Natürlich kann geschossen werden. Eine kurze Geschichte der Roten Armee Fraktion. DVA / Spiegel-Verlag, München 2010, ISBN 3-421-04470-8.
- mit Götz Aly: Fromms: Wie der jüdische Kondomfabrikant Julius F. unter die deutschen Räuber fiel. (2007) Fischer-Taschenbuch, Frankfurt 2009, ISBN 978-3-596-17387-7 (durchgesehene Auflage).
- (Hrsg.): Bilder des Zweiten Weltkriegs. DVA, München 2005, ISBN 3-421-05872-5.
- Berlin, Berlin: Der Umzug in der Hauptstadt. Spiegel-Buchverlag, Hamburg 1999, ISBN 3-455-10395-2 (Campe-Paperback).
- Nachwort zu Michael „Bommi“ Baumann: Wie alles anfing. Mit einem Vorwort von Heinrich Böll, Rotbuch, Berlin 1991, ISBN 3-88022-061-1 (Rotbuch Taschenbuch 51).
- Im Schatten des Friedens, ein Bericht aus Vietnam und Kamputschea. Rotbuch, Berlin 1989, ISBN 3-88022-013-1 (Rotbuch Taschenbuch 3).
- Berlin en vogue. Mit Illustrationen von Peter Maltz, Mosaik-Verlag, München 1989 (Mosaik Citybuch), ISBN 3-570-06494-8.
- mit Otto Kallscheuer (Hrsg.): Einschüsse: Besichtigung eines Frontverlaufs, 10 Jahre nach dem deutschen Herbst. Rotbuch, Berlin 1987, ISBN 3-88022-332-7.
- mit Jochen Vorfelder: Antes & Co. Geschichten aus dem Berliner Sumpf. Rotbuch, Berlin 1986, ISBN 3-88022-324-6.
- mit Benny Härlin: Potsdamer Straße. Sittenbilder und Geschichten. Rotbuch, Berlin 1983, ISBN 3-88022-274-6.
- mit Ute Scheub (Hrsg.): Ökologie. Verlag die Tageszeitung, Berlin 1980.